# Guacamelee! 2
Guacamelee! 2 ist ein 2018 veröffentlichtes Metroidvania-Computerspiel des kanadischen Entwicklers Drinkbox Studios. Es erschien für PlayStation 4, Windows, Nintendo Switch und Xbox One und ist der Nachfolger von Guacamelee!.

## Spielprinzip
Guacamelee! 2 ist ein Metroidvania-Spiel. Der Spieler steuert Juan Aguacate. Juan besitzt die gleichen Fähigkeiten, wie im Vorgänger. Juan lernt auch neue Fähigkeiten, indem er Herausforderungen meistert. Die drastischste Änderung ist die Hühnerverwandlung – während sie im vorherigen Spiel nur zum Durchqueren kleiner Korridore diente, hat sie jetzt ein ganzes eigenes Kampf-Moveset mit einzigartigen Spezialbewegungen. Es gibt auch Herausforderungsräume, die der Spieler erkunden kann. Das Spiel kann alleine oder im Multiplayer mit bis zu drei Spielern spielen. Das Spiel bietet im Vergleich zu seinem Vorgänger mehr Feindtypen, Fähigkeiten und größere Karten.

## Entwicklung
Das Spiel wurde von DrinkBox Studios entwickelt. Im Gegensatz zu seinem Vorgänger wurde das Spiel nicht für die PlayStation Vita veröffentlicht, da sich DrinkBox dafür entschied, die PlayStation 4 als Basisplattform zu verwenden, um ihre neue Rendering-Engine zu nutzen. Die Ideen vom ersten Teil, die verworfen wurden, wurden wieder aufgreifen und die in diesem Spiel erweitert.
Am 21. August 2018 erschien das Spiel für Microsoft Windows und als Downloadtitel über das PlayStation Network für PlayStation 4. Die Nintendo-Switch-Version kam am 10. Dezember 2018 heraus. Für Xbox One erschien das Spiel am 18. Januar 2019.

## Rezeption
Das Spiel erhielt laut Metacritic allgemein positive Kritiken. Es wurde bei den National Academy of Video Game Trade Reviewers Awards nominiert.